# ГЕС Гангувал
ГЕС Гангувал – гідроелектростанція на північному заході Індії у штаті Пенджаб. Знаходячись між ГЕС Бхакра та ГЕС Котла, входить до складу каскаду на річці Сатледж, найбільшому лівому допливі Інду.
Станція Гангувал є однією з двох, котрі споруджені на каналі Нангал, який бере початок від однойменної греблі. Ця бетонна гравітаційна споруда висотою 29 метрів та довжиною 305 метрів перекрила річку по її виходу на рівнину, за дванадцять кілометрів нижче від греблі Бхакра, та утворила водосховище з об’ємом 19,7 млн м3 (корисний об’єм 14,8 млн м3). Звідси вода спрямовується у прокладений по  лівобережжю протяжний канал іригаційного призначення, перші три десятки кілометрів якого також створюють умови для виробництва електроенергії.
За понад вісімнадцять кілометрів від початку канал перекриває водозабірна споруда, від якої ресурс подається до машинного залу. Ліворуч від нього створена обвідна ділянка каналу довжиною біля 0,5 км, облаштований у якій шлюз дозволяє за необхідності скидати воду в обхід станції Гангувал.
Основне обладнання становлять три турбіни типу Каплан – одна потужністю 29,3 МВт та дві по 24,2 МВт, які працюють при напорі у 27 (за іншими даними - 28) метрів.
Відпрацьована вода прямує далі по каналу до станції Котла.
Можливо відзначити, що через два десятки років після спорудження гідроелектростанцій на каналі Нангал ця схема була продубльована паралельним каналом Анадпур-Сахіб. Відповідно, поряд зі станцією Котла працює машинний зал Анадпур-Сахіб I.